# Енні Турман
Енні Ніколь Турман (англ. Annie Thurman; нар. 14 листопада 1996, Нашвілл, Теннессі, США) — американська акторка.

## Біографія
Енні Ніколь Турман народилася 14 листопада 1996 року в Нашвіллі, штат Теннессі, США. У 13 років вона навчалася на акторських курсах у Франкліні, де зустріла свого майбутнього менеджера та агента.
Дебютувала у кіно у 2010 році. Здобула популярність завдяки ролям у фільмах «Голодні ігри» та «Похмурі небеса». У 2014 році була номінована на премію «Молодий актор» у категорії «Найкраща акторка у телефільмі, серіалі, спеціальній програмі чи пілоті» за роль у телефільмі «Санта-перемикач».
У 2015 році знялася у 10 епізодах серіалу «Доказ».

## Фільмографія
| Рік       |    | Українська назва     | Оригінальна назва          | Роль                        |
| --------- | -- | -------------------- | -------------------------- | --------------------------- |
| 2011      | ф  |                      | Falls the Shadow           | Кора                        |
| 2012      | ф  | Голодні ігри         | The Hunger Games           | дівчинка-триб'ют з 9 округу |
| 2013      | ф  | Похмурі небеса       | Dark Skies                 | Шеллі Джессоп               |
| 2013      | тф | Зміна Санти          | Santa Switch               | Саллі Райбек                |
| 2015      | с  | Доказ                | Proof                      | Софі Барлісс                |
| 2017      | ф  | Поцілунок під омелою | The Trouble with Mistletoe | юна Вілла                   |
| 2018      | с  | Поліція Чикаго       | Chicago P.D.               | Адді Самтер                 |
| 2018—2021 | с  | Всеамериканський     | All American               | Ґаббі                       |
| 2019      | с  | 9-1-1                | 9-1-1                      | Евелін                      |
| 2020      | с  | Старґерл             | Stargirl                   | Мері Крамер                 |